# Erich Schmidt Verlag
Die Erich Schmidt Verlag GmbH & Co. KG ist ein Fachverlag im deutschen Sprachraum. Das Programm umfasst ca. 2300 Titel, davon etwa 300 in Form von Datenbanken, Zeitschriften, E-Journals, Loseblattwerken und CD-ROMs. Das Berliner Unternehmen beschäftigt aktuell rund 120 Mitarbeiter.

## Fachbereiche
Der Verlag publiziert Fachinformationen in den Bereichen Recht, Wirtschaft, Steuern, Arbeitsschutz und Philologie. Neben Angeboten für die berufliche Praxis werden regelmäßig Werke für die Lehre und Forschung veröffentlicht, letztere auch über das verlagseigene Wissensportal ESVcampus.

## Geschichte
Der Erich Schmidt Verlag wird 1924 ursprünglich als reiner Korrespondenzverlag in Berlin gegründet; zunächst benannt nach dem zweimal wöchentlich im Hause erscheinenden sozialpolitischen Nachrichtendienst „Der Wirtschaftsfrieden“. Anfang der 1930er-Jahre entstehen durch die Herausgabe der zeitkritischen Wochenschrift „Berliner Briefe“ erste Programmerweiterungen. Mit Eröffnung des „Sozialen Archivs“ erscheint bald ein erstes Loseblattwerk. Nach und nach wird auch der Ausbau des Verlagsprogramms über sozialrechtliche Themen hinaus vorangetrieben: zu Beginn vor allem im Bereich Verkehrsrecht.
Nachdem die Verhältnisse während des Nationalsozialismus eine Fortführung der politischen Korrespondenzdienste nicht mehr erlauben und ein 1938 verfügtes Verbot auch das Erscheinen der „Berliner Briefe“ beendet, konzentriert sich der Verlag – inzwischen als Erich Schmidt Verlag – verstärkt auf sein Buchprogramm: Schwerpunkte bleiben vor allem die Gebiete Arbeitsrecht und Sozialpolitik. Eine erste juristische Verlagsabteilung wird geschaffen. Im Sozialrecht erreicht die Broschüre „Die Altersversorgung des Handwerksmeisters“ eine Gesamtauflage von 124.000 Exemplaren. Mit der Reihe „Die Neue Lese“ gelingt sogar eine belletristische Produktion, die bis 1944 wesentlich zur Sicherung der Verlagsarbeit während des Krieges beiträgt. 
Obwohl der Zusammenbruch nach Kriegsende zunächst auch das Ende der Verlagsarbeit bedeutet, währt die Unterbrechung nur kurz. Als einer der ersten Berliner Verlage erhält der Erich Schmidt Verlag 1946 die Verlagslizenz. 
Spätestens ab den 1950er-Jahren steht die Verlagsarbeit ganz im Zeichen eines systematischen Programmausbaus: Neben umfangreichen Erweiterungen im Rechtsbereich entsteht ab den 1960er-Jahren auch ein erstes ökonomisches Programm mit betriebswirtschaftlichem Schwerpunkt. Mit der Aufnahme der philologischen Verlagsarbeit wird eine neue Abteilung geschaffen, die heute die Fachgebiete Anglistik und Amerikanistik, Romanistik, Germanistik (inkl. Deutsch als Fremdsprache) und Komparatistik sowie Rechtsgeschichte umfasst. Auch zum Arbeitsschutz werden damals weithin beachtete Standardwerke begonnen, die teilweise noch heute fortgesetzt werden.
Nach der Deutschen Wiedervereinigung steigt in den neuen Bundesländern der Bedarf an Fachliteratur zur Bewältigung des „neuen Rechts“ für die Kommunen, Gerichte, Universitäten rapide – die Kapazitäten im Verlag sind zeitweise erschöpft. Ab Mitte der 1990er Jahre erscheinen dann auch erste elektronische Produkte: Anfang 1996 wird mit der „VRS Verkehrsrechtssammlung CD-ROM“ die erste große Entscheidungssammlung für Juristen als mobiler Datenträger vorgestellt. Der Beginn des digitalen Zeitalters revolutioniert Anfang des neuen Jahrtausends das Publizieren. Mit Datenbanken, E-Journals, E-Books und Extranets werden bald erste rein elektronische Verlagsprodukte entwickelt. Angebote wie das digitale Wissensportal ESVcampus für Hochschulbibliotheken ermöglichen heute zeit- und ortsunabhängigen Zugriff auf umfangreiche digitale Medienbestände.

## Verleger
Mit der Gründung des Verlages folgte Erich Schmidt den Spuren seines Großvaters Christian Ulrich Altwegg, der von 1859 bis in die Mitte der 1880er-Jahre einen eigenen Verlag in St. Gallen/Schweiz betrieb. In den Nachkriegsjahren engagierte er sich bei der Wiederherstellung der buchhändlerischen Verbandsstrukturen. Auf seine Initiative wurde im Mai 1946 zunächst die „Deutsche Verleger- und Buchhändlervereinigung für den britischen Sektor von Berlin“ gegründet, der am 21. November 1946 die Gründung der „Berliner Verleger- und Buchhändlervereinigung“ folgte, deren 1. Vorsitzender Erich Schmidt wurde. Im Juli 1947 gelang ihm in Berlin die erste Ausstellung des gesamtdeutschen Buchschaffens in den vier Besatzungszonen nach dem Krieg. Diese Veranstaltung gilt als der Vorläufer der zwei Jahre später etablierten Frankfurter Buchmesse. 1952 verstarb Erich Schmidt. 
Die Leitung des Verlags ging in der Folge auf dessen Sohn Erich Schmidt jun. über, der das Haus über viele Jahre führte. Nach dessen Tod übernahm Claus-Michael Rast 1985 zunächst die alleinige Führung der Geschäfte. Ende 1998 trat dann mit Joachim Schmidt die dritte Generation der Gründerfamilie aktiv in die Geschäftsleitung des ESV ein. Die Tradition des nach wie vor im Familienbesitz befindlichen Verlages setzt er seit 2010 inzwischen als alleiniger Geschäftsführer fort.